# Zaanstad
Zaanstad (anhörenⓘ) ist eine Gemeinde in der Provinz Nordholland (Niederlande). Die Gemeinde Zaanstad wurde 1974 durch die Vereinigung der Gemeinden Zaandam (deutsch oft auch inkorrekt Saardam), Krommenie, Assendelft, Koog aan de Zaan, Westzaan, Wormerveer und Zaandijk gebildet. Die Gemeinde liegt 6 Kilometer nordwestlich von Amsterdam am Fluss Zaan in der Nähe des Nordseekanals. Sie hat eine Fläche von rund 83 Quadratkilometern mit 162.784 Einwohnern (Stand 1. Januar 2025).

## Geschichte und Wirtschaft

Die erste niederländische Linoleumfabrik in Zaanstad

Aus der Zeit um 1150 sind friesische Besiedlungen belegt.
Die industrielle Tradition, von der zahlreiche Industriedenkmäler an der Zaan zeugen, reicht in die Blütezeit des nahen Amsterdam als Hauptstadt des Welthandels im 17. Jahrhundert zurück. Im Jahr 1630 waren an der Zaan bereits 53 Windmühlen in Betrieb, die in Amsterdam gelagerte Rohstoffe, darunter mit Flößen rheinabwärts getriebene Baumstämme, industriell weiterverarbeiteten. Die Region gilt daher als eines der ersten Industriegebiete Europas. In der Folge wuchs die Zahl der Windmühlen auf rund 1000.
Zaandam war mit 65 Werften außerdem ein bedeutendes Zentrum des Schiffbaus.
1697 und 1698 besuchte der russische Zar Peter I. auf einer seiner Inkognito-Reisen mit der Großen Gesandtschaft Zaandam in der Region „Zaanstreek“, um den Schiffbau zu beobachten. Einer Legende nach waren die Zaandamer nicht sonderlich gastfreundlich, so dass der Zar in ein anderes holländisches Dorf weiterreiste, um dort seine Studien zu beenden. Da er Zaandam aber 1718 ganz offiziell nochmals besuchte, erscheint dies wenig glaubhaft. Das Haus des Gerrit Kist, in dem der Zar wohnte, wurde Anfang des 19. Jahrhunderts vom niederländischen König Wilhelm I. gekauft und seiner russischstämmigen Schwiegertochter, der späteren Königin Anna Pawlowna geschenkt. Der Besuch des Zaren in Zaandam wurde später mehrfach in der Kunst bearbeitet, so zum Beispiel auf einem Gemälde von Gustave Wappers und in den Opern Il borgomastro di Saardam (1827) von Gaetano Donizetti und Zar und Zimmermann (1837) von Albert Lortzing.
Zaandam erhielt 1811 die Stadtrechte. Seit Ende des 19. Jahrhunderts ist die Region ein Zentrum der Lebensmittelindustrie (unter anderem Verarbeitung von Kakao und Senf) sowie der Linoleumindustrie. Ahold ist ein international agierender Handelskonzern. Die erste niederländische Linoleumfabrik stand von 1899 bis 1903 hier, eine weitere Fabrik ist bis heute als Forbo Krommenie in Betrieb.
Während der deutscher Besatzung im Zweiten Weltkrieg mussten alle in Zaandam lebenden Juden am 17. Januar 1942 ihre Heimatstadt verlassen. Sie wurden nach Amsterdam verbracht und die meisten von ihnen von dort in das Durchgangslager Westerbork deportiert.

## Sehenswürdigkeiten
- Zaanse Schans und Zaans Museum (Freilichtmuseum über das dörfliche Leben im 19. Jahrhundert und die Nutzung der Windkraft), ein Ankerpunkt der Europäischen Route der Industriekultur (ERIH)
  - zahlreiche Industriedenkmäler aus vier Jahrhunderten
  - Windmühlen-Museum (Museumlaan in Koog aan de Zaan)
- Zar-Peter-Haus und Zar-Peter-Denkmal in Zaandam
- In der Gemeinde Krommenie wurde im Herbst 2014 ein 70 Meter langer Fahrradweg aus Solarmodulen gebaut. Der Fahrradweg soll bis 2016 auf 100 Meter erweitert werden und dann genug Energie produzieren, um bis zu drei Haushalte zu versorgen.[3]

## Bilder

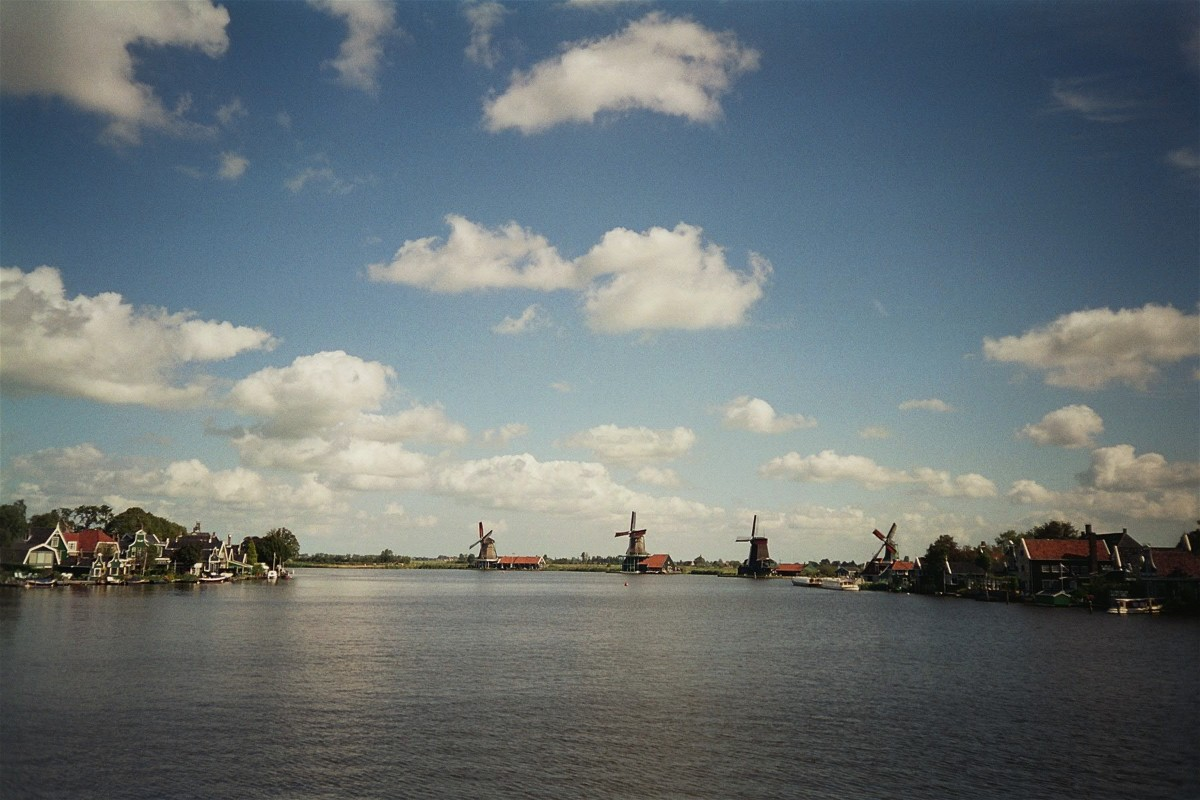
Die Zaan mit den Mühlen von Zaanse Schans im Hintergrund
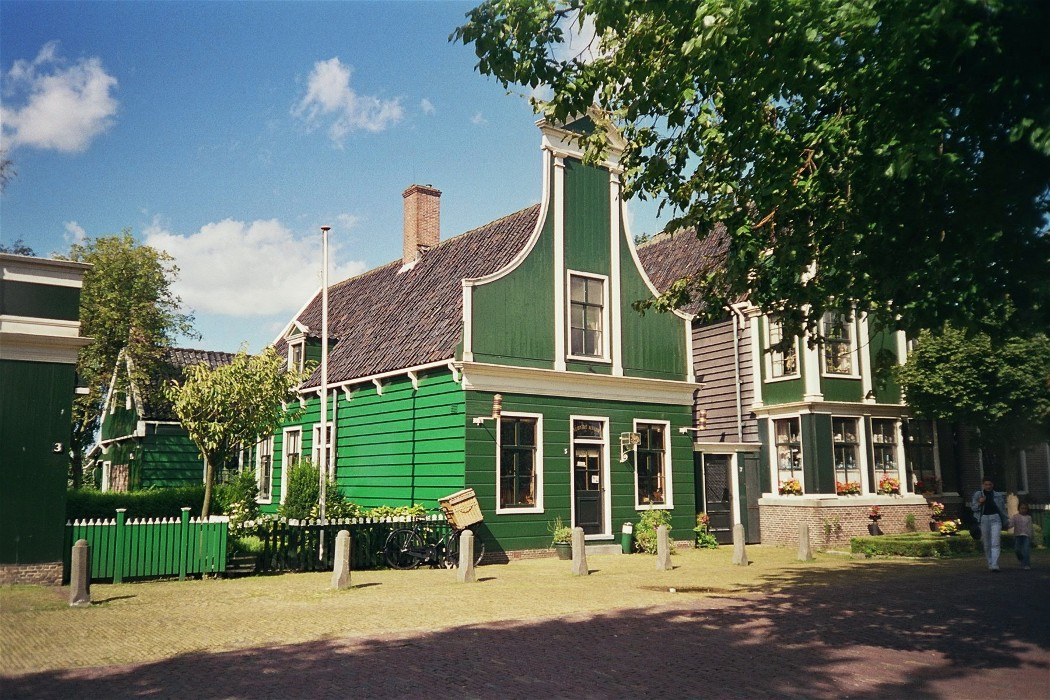
Zaanse Schans, Laden Albert Heijn
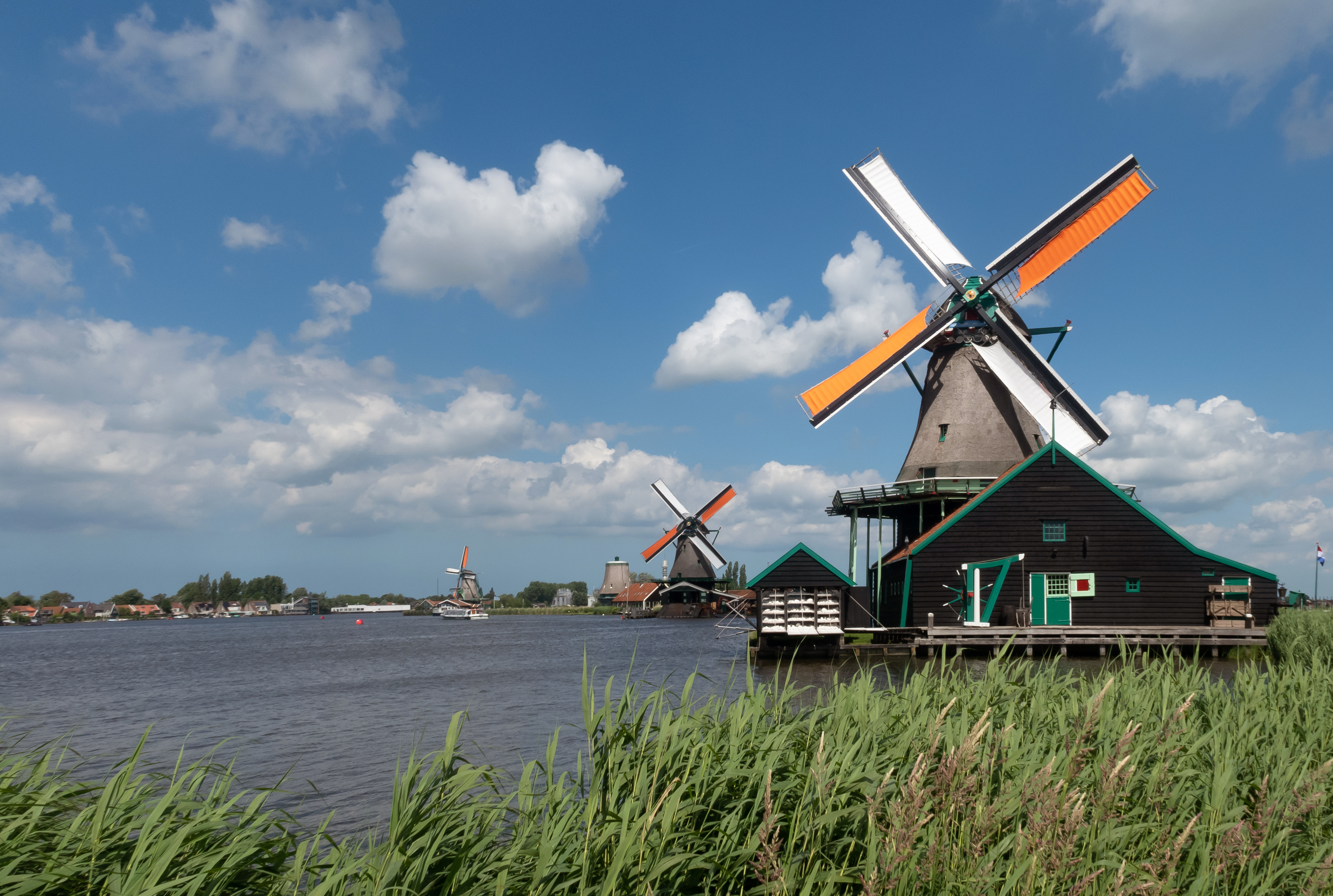
Mühlen am Zaanse Schans
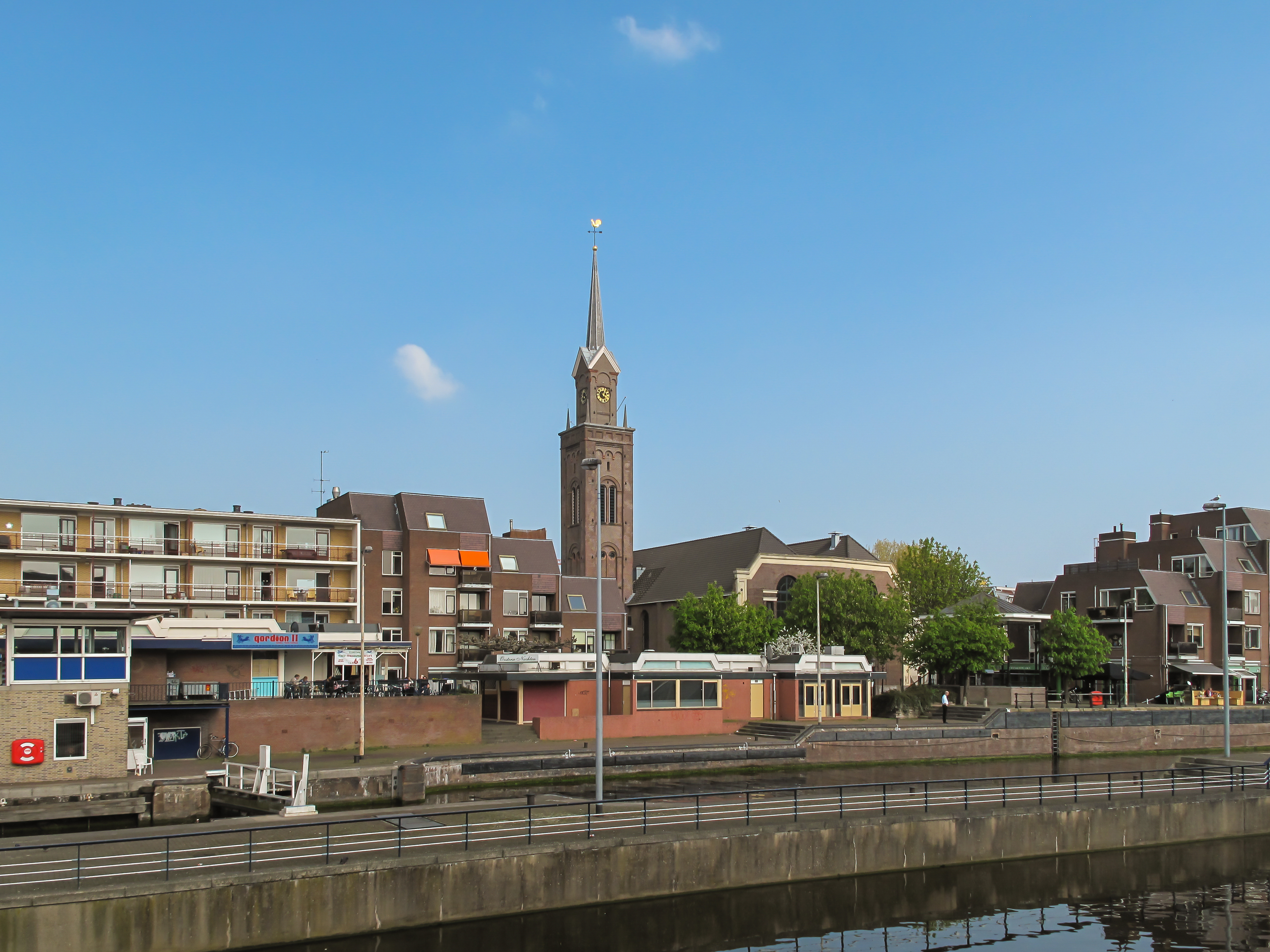
Zaandam, Kirchturm (Oostzijderkerk)
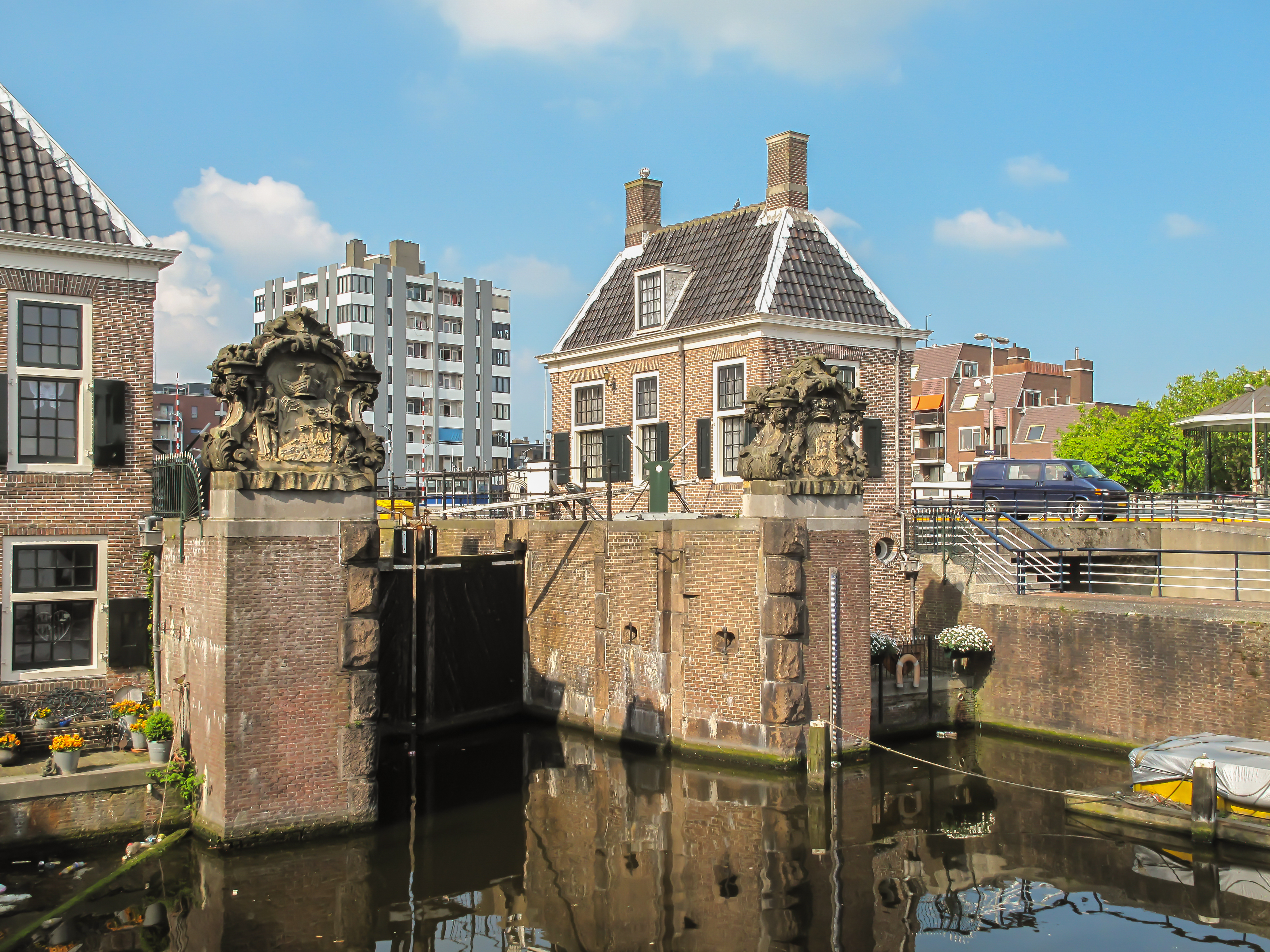
Zaandam, Schleuse
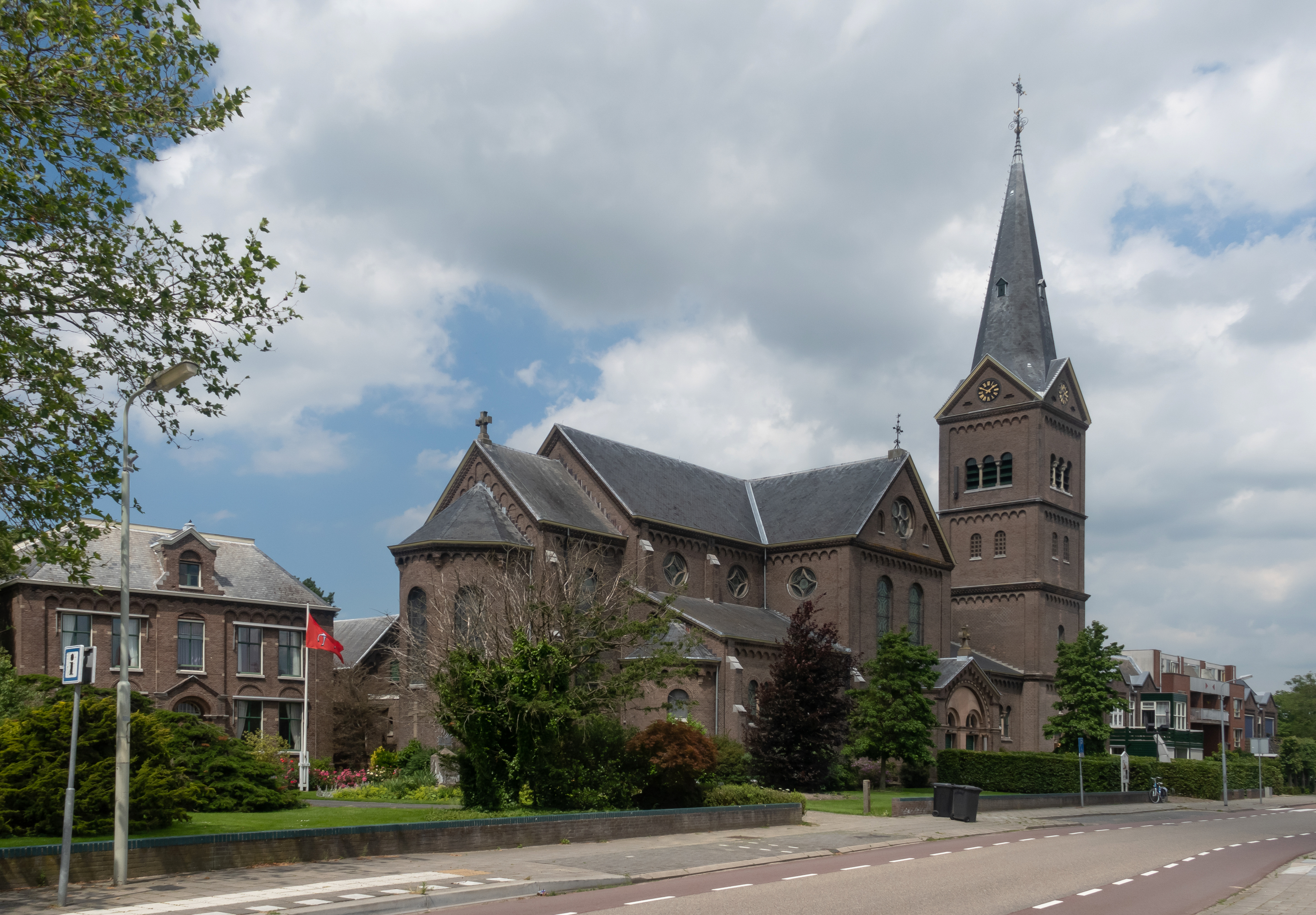
Assendelft, Kirche: die Sint-Odulphuskerk
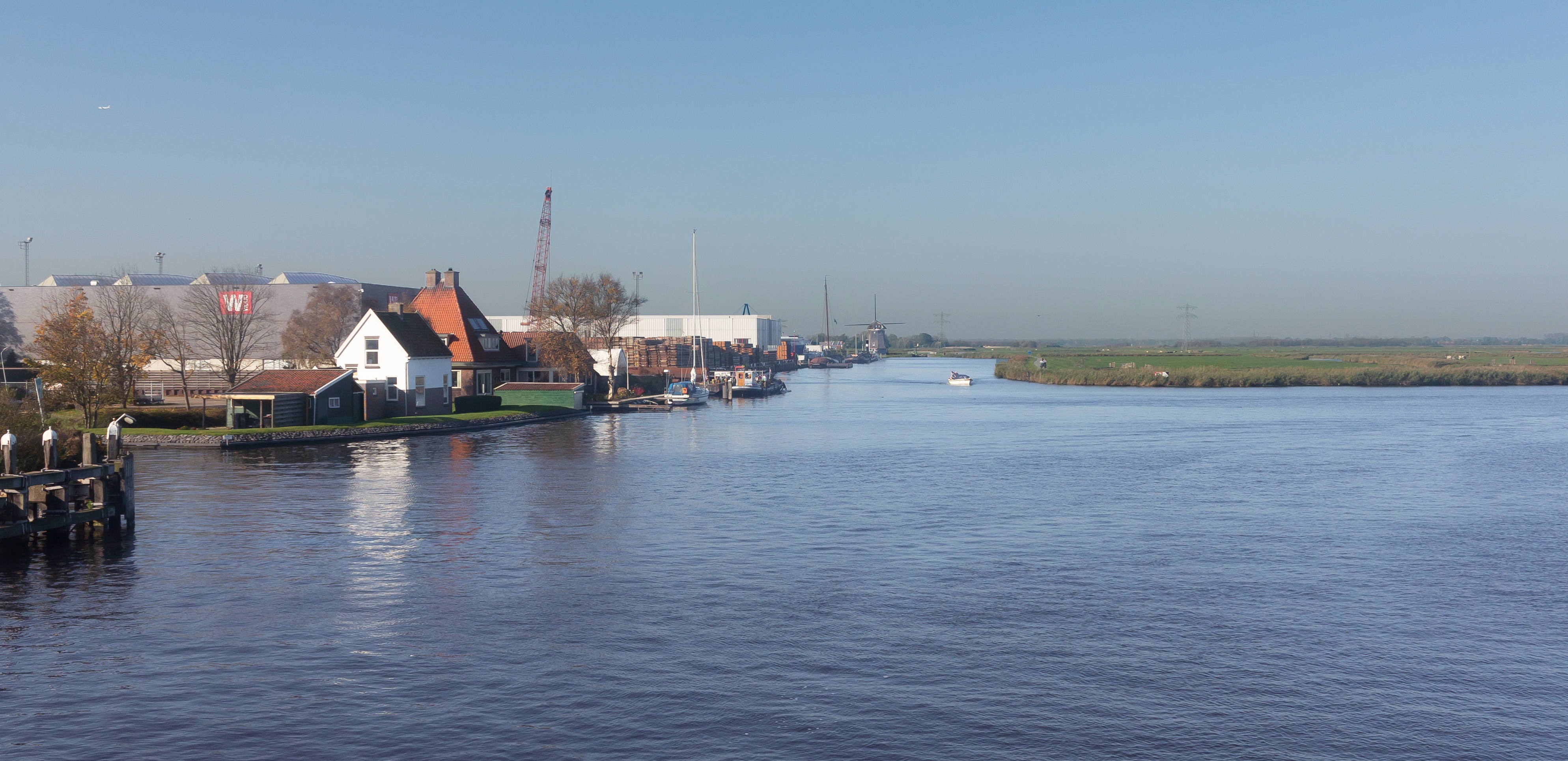
Graben (der Tapsloot) in Westknollendam
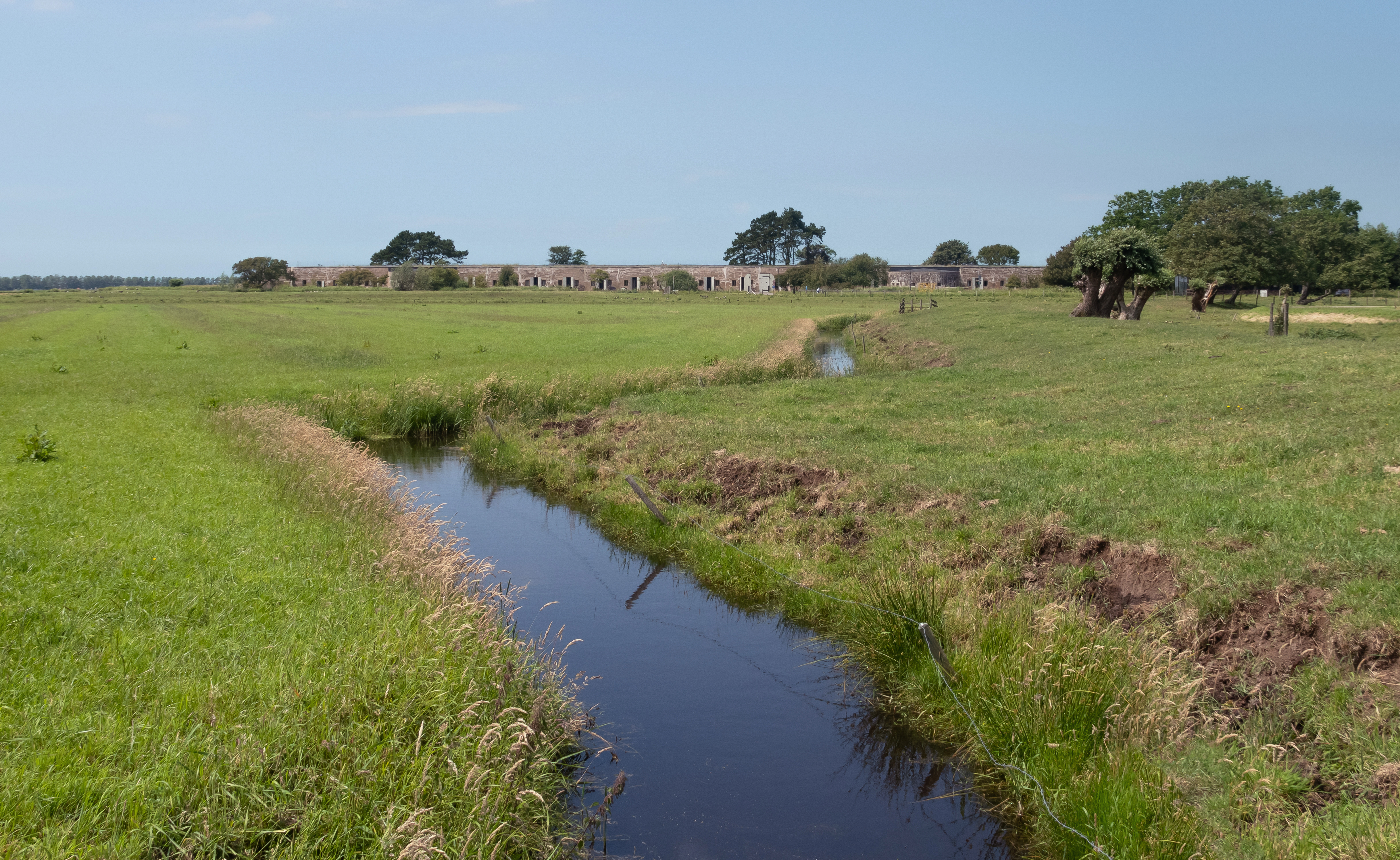
Die Festung bei Krommeniedijk

## Politik

### Sitzverteilung im Gemeinderat
Seit 1982 formiert sich der Gemeinderat von Zaanstad wie folgt:
| Partei                            | Sitze a | Sitze a | Sitze a | Sitze a | Sitze a | Sitze a | Sitze a | Sitze a | Sitze a | Sitze a | Sitze a |
| Partei                            | 1982    | 1986    | 1990    | 1994    | 1998    | 2002    | 2006    | 2010    | 2014    | 2018    | 2022    |
| --------------------------------- | ------- | ------- | ------- | ------- | ------- | ------- | ------- | ------- | ------- | ------- | ------- |
| Partij voor Ouderen en Veiligheid | –       | –       | –       | –       | –       | –       | –       | 1       | 4       | 4       | 6       |
| PvdA                              | 12      | 18      | 12      | 9       | 10      | 6       | 12      | 8       | 5       | 4       | 5       |
| VVD                               | 8       | 6       | 5       | 7       | 8       | 7       | 5       | 7       | 5       | 6       | 5       |
| Democratisch Zaanstad             | –       | –       | –       | –       | –       | –       | 2       | 2       | 4       | 3       | 4       |
| ROSA                              | –       | –       | –       | –       | 1       | 2       | 2       | 2       | 3       | 4       | 4       |
| GroenLinks                        | –       | –       | 6       | 5       | 6       | 4       | 3       | 3       | 2       | 3       | 3       |
| PVV                               | –       | –       | –       | –       | –       | –       | –       | –       | –       | 3       | 2       |
| D66                               | 2       | 1       | 6       | 6       | 2       | 1       | 0       | 3       | 5       | 3       | 2       |
| CDA                               | 7       | 8       | 7       | 5       | 5       | 5       | 4       | 2       | 2       | 2       | 2       |
| DENK                              | –       | –       | –       | –       | –       | –       | –       | –       | –       | 2       | 2       |
| PvdD                              | –       | –       | –       | –       | –       | –       | –       | –       | –       | 1       | 2       |
| SP                                | –       | –       | –       | –       | –       | 2       | 5       | 3       | 5       | 3       | 1       |
| ChristenUnie                      | –       | –       | –       | –       | –       | 1       | 1       | 1       | 2       | 1       | 1       |
| Zaanse Onafhankelijke Groepering  | 2       | 2       | 3       | 7       | 5       | 11      | 4       | 4       | 1       | –       | –       |
| Zaanse Inwoners Partij b          | –       | –       | –       | –       | –       | –       | –       | –       | 1       | 0       | –       |
| TROTS b                           | –       | –       | –       | –       | –       | –       | –       | 2       | –       | –       | –       |
| Partij voor de IJsbaan            | –       | –       | –       | –       | –       | –       | 1       | 1       | 0       | –       | –       |
| Gemeentebelangen                  | –       | –       | –       | –       | 1       | –       | –       | –       | –       | –       | –       |
| GPV                               | 0       | 0       | 0       | 0       | 1       | –       | –       | –       | –       | –       | –       |
| RPF                               | 0       | 0       | –       | 0       | 1       | –       | –       | –       | –       | –       | –       |
| CPN                               | 5       | 2       | –       | –       | –       | –       | –       | –       | –       | –       | –       |
| PSP                               | 3       | 2       | –       | –       | –       | –       | –       | –       | –       | –       | –       |
| PPR                               | 3       | 2       | –       | –       | –       | –       | –       | –       | –       | –       | –       |
| Gesamt                            | 39      | 39      | 39      | 39      | 39      | 39      | 39      | 39      | 39      | 39      | 39      |

Anmerkungen

### Bürgermeister
Seit dem 27. September 2017 ist Jan Hamming (PvdA) amtierender Bürgermeister der Gemeinde. Zu seinem Kollegium zählen die Beigeordneten Sanna Munnikendam (D66), Jeroen Olthof (PvdA), Addy Verschuren (CDA), Rita Visscher-Noordzij (ChristenUnie), Leny Vissers-Koopman (Zaanse Onafhankelijke Groepering) sowie die Gemeindesekretärin Cis Apeldoorn.

### Städtepartnerschaften
- Bezirk Neukölln von Berlin, Deutschland
- Zwickau, Deutschland

## Persönlichkeiten
- Cornelius Krommeny († 1599), Hofmaler in Güstrow
- Pieter Lodewijk Muller (1842–1904), Historiker
- Cornelis Adrianus Pekelharing (1848–1922), Mediziner
- Jan Verkade (1868–1946), Benediktinermönch, Maler, Mitglied der Beuroner Kunstschule
- Jan Zwart (1877–1937), Organist und Komponist
- Bouk Schellingerhoudt (1919–2010), Radsportler
- Marcus Bakker (1923–2009), Politiker
- Willem Hendrik Zwart (1925–1997), Organist und Komponist
- Piet Kee (1927–2018), Organist und Komponist
- Irene Pepinghege (* 1941), deutsche Kanutin
- Han Bennink (* 1942), Jazz- und Improvisationsmusiker
- Willem J. Ouweneel (* 1944), Biologe, Philosoph und Theologe
- Cees Stam (* 1945 in Koog aan de Zaan), Radsportler
- Rob Stolk (1946–2001), Gründer der Provo-Bewegung
- Johnny Rep, bürgerlich Nicolas Rep (* 1951), ehemaliger Fußballspieler
- Margriet Eshuys (1952–2022), Popsängerin
- Kathinka Pasveer (* 1959), Musikerin (Flöte), bekannte Interpretin vieler Werke Karlheinz Stockhausens
- Ines Coppoolse (* 1962), Botschafterin in Schweden
- Ronald Koeman (* 1963), früherer Fußballspieler und heutiger -trainer
- John Bosch (* 1964), Autorennfahrer
- Ali Bouali (* 1981), Rapper
- Eva Simons (* 1984), Sängerin
- Debby Stam (* 1984), Volleyballspielerin
- Yoeri Havik (* 1991), Radsportler
- Oğuzhan Özyakup (* 1992), Fußballspieler
- Stefano Denswil (* 1993), Fußballspieler
- Bilal Başacıkoğlu (* 1995), Fußballspieler
- Jesper Verlaat (* 1996), Fußballspieler
- Bente Rogge (* 1997), Wasserballspielerin
- Olav Molenaar (* 1999), Ruderer
- Pauline Hondema (* 2000), Weitspringerin
- Lieke Rogge (* 2000), Wasserballspielerin